# Narodni park Paracas
Narodni park Paracas obsega polotok Paracas in obalna območja ter tropsko puščavo, ki na jugu seže do Punta Caiman na južnem delu obale Peruja, v bližini mesta Paracas. Skupaj obsega 335.000 ha od tega 217.594 ha morja in 117.406 kopnega. Sem sodi tudi Bahia de la Independencia (obala neodvisnosti) in več kilometrov obalnih voda. Glavni namen rezervata je ohranjanje morskega ekosistema in varovanje zgodovinske kulturne dediščine, povezane s starodavnimi avtohtonimi prebivalci iz kulture Paracas.
Rezervat je dom številnih vrst prostoživečih živali, predvsem ptic, ki so skoncentrirane v vodnem območju. Zaradi pomena lokacije za počitek in prostor za hranjenje ptic selivk, je dobil leta 1991 status Reserva Regional de la Red Hemisférica (v programu Mokrišča Amerike).
V aprilu 1992 je bil z Ramsarsko konvencijo priznan kot življenjski prostor za vrste, kot so tjulnji, Humboldtovi pingvini (ki so ogroženi), pelikani in druge pomembne vrste.
V bližini vhoda v notranjost rezervata je muzej Museo Sitio de Julio C. Tello. V muzeju so tudi informacije o rastlinskih in živalskih vrstah te regije.

## Varstveni status
Rezervat je bil ustanovljen leta 1975 in je najstarejši morski rezervat v Peruju. Obsega vrsto morskih habitatov in tropsko puščavo.
Poleg naravnih območij, ščiti rezervat tudi prazgodovinska najdišča kulture Paracas in drugih starodavnih civilizacij. V bližini muzeja je Nekropola Paracas iz obdobja 100 pr.n.št. - 300 n.št., ki obsega grobišča znana kot Cabezas Largas in Cerro Colorado, kjer je Julio C. Tello našel veliko lepih pridatkov, ki so bili pokopani z mumificiranimi ostanki ljudi.
V rezervatu je tudi Pampa de Santo Domingo, kjer so arheologi našli posmrtne ostanke stare do 6500 pr.n.št. Najdena je bila okrašena quena (flavta), za katero menijo, da je najstarejše glasbilo v Peruju.

## Geografija

### Podnebje
Za podnebje je značilno subtropsko oblikovana puščava, kjer je razlika v povprečni temperaturi med najbolj vročim in najhladnejšim mesecem med 6-8 °C. V februarju je 22 °C, in avgustu je 15,5 °C, letno povprečje pa 18,7 °C. Padavin je zelo malo, povprečno letno skupno 1,83 mm. Prevladujoči vetrovi so na jugu in jugozahodu in dosežejo povprečno hitrost 14,9 km/h, lahko pa tudi do 32 km/h, pri čemer je najmočnejši na obali, znan pod imenom "Paracas".

### Živalstvo
Med najpogostejšimi vrstami, ki živijo v rezervatu, so pelikani, sivi galeb (Larus modestus), čigra (Larosterna inca), črna posnemovalka (Rynchops nigra), črna prosenka (Pluvialis squatarola), kormorani (Phalacrocorax gaimardi in Phalacrocorax bougainvilli), andski kondor (Vultur gryphus), Humboldtov pingvin (Spheniscus humboldti), čilski plamenec (Phoenicopterus chilensis) in drugi.
V morju živi več vrst rib, kot so morski list (Etropus extenes), beli morski pes (Mustelus whitneyi), palamida (Sarda chilensis), tramboyo, skat, gepard, sardele, sardoni (Engraulis ringens), Stromateus Stellatus, kirnja, corvina (Cilus Gilberti) in številne druge vrste.
Glavni sesalci so grivasti morski lev (Otaria flavescens), tjulnji (Arctocephalus australis), delfini (Delphinus delphis) in morska vidra (Lontra felina).
V rezervatu živijo želve (Dermochelys coriacea) in orjaške črepahe (Chelonia mydas), plazilci, kuščarji in gekoni (Microlophus phyllodactylus), hobotnice, lignji (Loligo gahi), školjke, rakovice (Ocypode gaudichaudii, Emerita analoga), raki (Platyxantus orbigny).
- Humboldtovi pingvini
- Modronogi stmoglavci
- morski levi
- Pelikani
- Po rezervatu je urejen kontroliran dostop
- Zanimiva geološka sestava polotoka Paracas

### Rastlinstvo
Ta del Tihega oceana je bogat s fitoplanktonom in algami. Glede na raziskave naj bi bilo več kot 250 vrst alg (Gigartina chamissoi in Grapeloupia doryphora), morska solata (Ulva fasciata f. costata) in rjave alge (Macrocystis integrifolia).
Sicer je rastlinstvo zaradi izjemne suše v puščavi zelo skromno. Obstajajo področja imenovana puščavski hribi, ki so deležna stalne obalne megle, kjer se razvijajo lišaji (tillandsias) in nekatera zelišča (najpogostejše so vrste rodu Solanum in Oxalis). Severni del rezervata zajema velika območja, ki jih prekrivajo trave Distichlis spicata in majhen gozd listavcev (Decorticans geoffroea).

## Druge znamenitosti

### Svetilnik
»Svetilnik« ali »lestenec« (El Candelabro), ki se nahaja severozahodu zaliva Paracas je geoglif, vklesan v kamen. Ima tri roglje in je velik 120 metrov. Lestenec je vgraviran v skalo kremne barve, predvsem pa prekriti s peskom. Pesek ni nikoli popolnoma izbrisal lestenca, ker veter vedno odstrani odvečne plasti. Domnevajo, da je nastal v času kulture Paracas okoli leta 200 pr.n.št.

### Katedrala
»Katedrala« (La Catedral) je skala, ki je posledica erozija morje in vetra skozi stoletja. Oblika kupole spominja na katedralo. Tukaj živijo najrazličnejše ptice.
Velja za predmet, ki je bil največkrat fotografiran in objavljen v Peruju. Peščena struktura se je delno zrušila med silovitim potresom 15. avgusta 2007 z magnitudo 8 po Richterjevi lestvici in epicentrom v okolici mesta Pisco.

### Otoki Ballestas
To je skupina kamnitih otokov s skupno površino 0,12 km², pomembna za morsko favno in floro, kot so ptice guanay, modronogi strmoglavci in vinska trta. Otočje pogosto imenujejo »mali Galapagos«.
Že stoletja je to območje, kjer se kopičijo velike količine gvana. V 19. stoletju, ko so v Peruju začeli izkoriščati nahajališče, je bilo do 30 metrov globoko. Gvano so izvažali kot gnojilo v Evropo in Severno Ameriko. Od sredine 20. stoletja je za izkoriščanje zadolžena posebna družba. Trenutna proizvodnja znaša okoli 1000 ton na leto, gvano zbirajo vsakih 7 let. Nad nedovoljenim izkoriščanjem bdi policija.
Po zaslugi velikega števila rib (180 vrst rib) v teh hladnih vodah (Humboldtov tok), so otoki BALLESTAS pravi raj za ptice. Tukaj pa živi tudi velika kolonija morskih levov (okoli 4000 primerkov) in 10 vrst delfinov.